# Milkshakespeare
Milkshakespeare é uma peça teatral escrita por Julio Zanotta, onde Sir William Stanley, o verdadeiro autor das obras de Shakespeare, sai da tumba na companhia de seu criado James Byron disposto a encontrar o vil cavalariço para um acerto de contas. Entre lápides caídas e mausoléus, Sir William Stanley e James Byron se deparam com as tumbas de William Burroughs, William Blake, Lady Macbeth, Ofélia, Hamlet e Thelonius, o monge negro. Em meio a uivos de lobo, gárgulas e colunas de pedra, Sir William Stanley fica sócio de Thelonius numa cadeia de fast-food, a McDuncan’s. É atrás de um balcão do McDuncan’s que a vingança de Stanley se consolida.
William Stanley (6º Conde de Derby) é citado por determinados estudiosos como o verdadeiro autor das obras de William Shakespeare. Um dos principais argumentos desta tese é um par de cartas do ano de 1599 escritas pelo jesuíta espião George Fenner, com a informação que Derby está “ocupado escrevendo peças para atores em comum”.
O texto Milkshakespeare foi vencedor do Prêmio Funarte de Dramaturgia 2003, na categoria adulto da região Sul do Brasil, dentre os mais de 900 textos recebiddos pela Fundação Nacional de Artes. Nessa mesma categoria o 2° lugar foi para a obra A Morte do Coitado de Domingos Pellegrini e o 3° lugar ficou a obra Sr. Melancia quer Mandar de Edílson Pereira dos Santos.

## Apresentações no Sul do Brasil
A peça Milkshakespeare entrou em cartaz em 11 junho de 2010 no Teatro de Arena (Porto Alegre) com montagem da Cia. Teatral Face & Carretos, na ocasião em que foi vencedora do Prêmio de Incentivo à Pesquisa Teatral, prêmio este criado em 2009 pela Secretaria do Estado da Cultura, o prêmio de Incentivo à Pesquisa Teatral no Teatro de Arena tem o objetivo de ressaltar a importância do Arena como espaço de pesquisa e reflexão. Através do incentivo financeiro oferecido, R$ 22 mil por semestre, os vencedores do edital podem realizar a pesquisa utilizando o teatro como espaço de trabalho. No mesmo ano foi apresentada no Teatro HSBC de Curitiba, capital do Paraná, dentre os dias 29 e 30 de outubro.

## Apresentação na Sala Funarte
Com um elenco, formado por alunos e ex-alunos da Escola de Teatro da UniRio (Universidade Federal do Estado do Rio de Janeiro), a peça Milkshakespeare de Julio Zanotta foi apresentada na Sala Funarte Sidney Miller, no Centro do Rio em Outubro de 2013. A leitura contou também com a atriz Lumi Kim e com o funcionário da Funarte, Clauser Macieski. O presidente da Fundação Nacional de Artes, na ocasião também esteve presente Guti Fraga, idealizador e incentivador do projeto Ciclo de Leituras Dramáticas, projeto que levou ao palco textos teatrais brasileiros contemporâneos contemplados com o Prêmio Funarte de Dramaturgia, de 2003 a 2005. 
Na plateia estavam, o diretor do Centro de Artes Cênicas da Funarte (Ceacen), Antonio Gilberto; a coordenadora de Teatro Heloisa Vinadé; a diretora do Teatro Duse, Norma Dumar, além de convidados e funcionários da Fundação. Na ocasião o ator Armando Babaioff, convidado para interpretar o personagem Macbeth, não pode comparecer devido a compromissos de trabalho e foi substituído por Léo Hinckel, que interpretou Sir William Stanley. O diretor Angel Palomero se utilizou da projeção de imagens e de sonoplastia para enriquecer a dramatização, o que acrescentou dinamismo à leitura.

## Prêmios e indicações
| Ano  | Prêmio           | Categoria                | Indicado                          | Resultado |
| ---- | ---------------- | ------------------------ | --------------------------------- | --------- |
| 2003 | Prêmio Funarte   | Dramaturgia              | Julio Zanotta                     | Venceu    |
| 2010 | Prêmio Açorianos | Melhor Espetáculo        | Milkshakespeare                   | Indicado  |
| 2010 | Prêmio Açorianos | Direção                  | Camilo de Lélis                   | Indicado  |
| 2010 | Prêmio Açorianos | Melhor Ator              | Felipe de Paula                   | Indicado  |
| 2010 | Prêmio Açorianos | Melhor Ator Coadjuvante  | Eduardo Mendonça                  | Venceu    |
| 2010 | Prêmio Açorianos | Melhor Atriz Coadjuvante | Renata de Lélis                   | Venceu    |
| 2010 | Prêmio Açorianos | Figurino                 | Juliana Kussler e Renata de Lélis | Indicado  |
| 2010 | Prêmio Açorianos | Iluminação               | Maurício Moura                    | Indicado  |
| 2010 | Prêmio Açorianos | Trilha                   | Bebeto Alves                      | Indicado  |
| 2010 | Prêmio Açorianos | Dramaturgia              | Julio Zanotta                     | Indicado  |

## Crítica
"O enredo é tão caótico e irônico quanto toda a tradição dramatúrgica de Zanotta Vieira deveria nos fazer prever"
— Antônio Hohlfeldt, publicado em 23 de julho de 2010 no jornal Correio do Povo
“O texto de Júlio Zanotta Vieira vem ao encontro dessa tese polêmica, propondo uma mistura de célebres personagens shakespearianos, fast food, humor e uma atmosfera que procura remeter o espectador aos filmes de Tim Burton.”
— Michel Fernandes, publicado em 28 de outubro de 2010 no site Último Segundo
“Encontro paralelos dele com o cinema de Quentin Tarantino, por exemplo. É um trabalho em cima de personagens ficcionais criados pelo Shakespeare, mas ao estilo do Brecht (Bertolt Brecht), e faz uma paródia se aproveitando de personagens ficcionais, criados por outro grande dramaturgo, para aproximá-los de um contexto totalmente contemporâneo. Esse é o grande mérito desse texto. É altamente refinado, muito inventivo, mas escrito com muita erudição. Vai fundo nas questões, não só do Shakespeare, como num certo fabulário que existe em torno, como sobre quem era Shakespeare; se ele era realmente o autor dessas obras; se ele interferiu na trajetória real dos personagens. Tudo isso está trabalhado no texto de uma forma muito inteligente e criativa.”
— Angel Palomero, publicado em 23 de outubro de 2013 no site Funarte